# Topuszka
Topuszka (horvátul: Topusko) fürdőtelepülés és község Horvátországban, Sziszek-Monoszló megyében.

## Fekvése
Topuszka Horvátországban, az úgynevezett Báni-végvidéken található a Petrova gora és a Zrinyi-hegység (Zrinska gora) között, a Glina folyó völgyében, Zágrábtól 65, Sziszektől 47, Petrinyától 35 km-re. Bár a település környékén számos hidegvízű forrás (Mollinari, Benkovo, Jelačićevo) is található Topuszka mégis melegvizű forrásairól híres. A vulkanikus eredetű melegvíz három nagyobb és több kisebb forrásból 1500 méteres mélységből tör fel. Gyógyítási célokra már évezredek óta használják, gyógyhatásának tudományos magyarázata csak a legutóbbi időkben történt. Eszerint a topuszkai gyógyvíz a kontinens leghatásosabb gyógyvizei közé tartozik.

## A község települései
Topuszka községhez az alábbi falvak tartoznak:

Batinovakosza (Batinova Kosa), Bukovica (Bukovica), Cernipotok (Crni Potok), Alsócsemernice (Donja Čemernica), Gregyán (Gređani), Horvátfalu (Hrvatsko Selo), Katinovác (Katinovac), Kisvránovina (Mala Vranovina), Malicska (Malička), Pecke (Pecka), Perna (Perna), Ponikvár (Ponikvari), Topuszkaófalu (Staro Selo Topusko), Topuszka (Topusko), Nagyvránovina (Velika Vranovina), Vorkapics (Vorkapić).

## Története
Ásványkincseinek és melegvizű forrásainak köszönhetően a település környéke már nagyon korán benépesült. Az emberi élet első nyomai az újkőkorszakra, illetve a kőkorszak és a rézkor közötti átmeneti időszakra  vezethetők vissza. A város közelében fekvő Hrvatsko Selo területén a késő rézkorban és a korai bronzkorban, az i. e. 4. és 2. évezred között virágzott vučedoli kultúra nyomaira bukkantak. Turska kosa településrészen pedig egy késő bronzkori, az i. e. 1. évezred kezdetén létesített és a korai vaskorig, az i. e. 8. és 4. század között virágzott település maradványai kerültek elő. A római uralom előtt illír törzsek, japodok, kolapianik és dalmaták  lakták a területét. A római korban Topuszka területe Ad Fines néven egy nagyméretű városias jellegű településsé fejlődött. A helyiek házaik építése közben gyakran bukkantak ókori falakra, pénzérmékre, urnákra, sírkőlapokra és főként borostyánból készített ékszerekre. A leletek közük különösen jelentősek az áldozati oltárok, melyek Jupiternek, Silvanusnak és más isteneknek voltak szentelve. Ma csak kis részük látható kiállítva a Toplica szálloda lapidáriumában.
A 4. és 5. században a gótok és a longobárdok, a 6. században az avarok és a szlávok, a 9. század elején a frankok foglalták el ezt a területet. A magyarok a 10. században érkeztek meg ebbe a térségbe. 1097-ben Topuszka határában, a Petrova gora hegységben vívott csatában győzte le Könyves Kálmán serege Svačić Péter utolsó horvát királyt. A hagyomány szerint környező hegység neve is az ő emlékét őrzi. A település a régi oklevelekben Toplitza, Thoplica, Toplisza, Toplicza névalakokban tűnik fel, első említése 1192-ben történt. 1201-ben egy oklevél említi a település várát is, melynek maradványai a település közepén emelkedő Nikolino-hegyen találhatók. A hegy valószínűleg az itt állt Szent Miklósnak szentelt templomról kapta a nevét, melyet 1334-ben említenek először. II. András magyar király 1233-ban, szentföldi hadjárata után monostort építtetett Topuszkán az 1205-ben a franciaországi Clairvaux-ból ide telepített cisztercieknek, melyet Szűz Mária tiszteletére szenteltek. A kolostor temploma 50 méteres hosszúságával és 24 méteres szélességével korának egyik legnagyobb ilyen építménye volt. Az építés valószínűleg csak a 14. század elején bejeződött be. A ciszterek teremtette virágzó közösséget a török seregek pusztították el, 1565-ben a kolostort és templomát ágyútűzzel rombolták le. A helyi hagyomány úgy tartja, hogy a település (top = ágyú) ekkor kapta a mai nevét. A monumentális, gótikus stílusú kolostor és templom főhomlokzati része maradt fenn csupán, ez ma is látható. A szerzetesek már korábban. Az 1520-as években elmenekültek, az apátság javait 1558-ban a zágrábi püspökség kapta meg. Az 1593-tól 1699-ig terjedő időszak különösen nehéz volt a település életében, melyet a török háborúk teljesen elpusztítottak, lakossága pedig Szlavónia más vidékeire, Nyugat-Magyarországra és Ausztriába menekült.
Az élet újbóli megindítására 1687-ben történt az első kísérlet, amikor Martin Borković püspök megpróbált boszniai katolikusokat betelepíteni. 1700-ban és 1701-ben Hrvatsko Selo és Gredani egy részére Turopolje területéről érkezett új katolikus lakosság. A 18. század második feléig a zágrábi püspökség birtokát képező település és vidéke szigetet képezett az állandó török támadások ellen létrehozott határőrvidék területén, majd mivel a püspökség megvédeni nem tudta, lakossága pedig elmenekült 1784-től Topuszka is a Katonai határőrvidék része lett. A települést elkerülték a fő közlekedési utak és a társadalmi élet perifériájára esett. A katonai hatóságok a melegvizforrásokat gyógyászati célokra kezdték használni és ezután már ez határozta meg a település fejlődését. 1809-ben Topuszka is francia uralom alá került, majd 1813-ban visszatért a Habsburg uralom alá. Ezután következett Topuszka fürdőhellyé fejlesztésének időszaka. Gyulay Ignác tábornagy horvát-szlavón bán, valamint a  katonai hatóságok vezetői Pavol Radivojević altábornagy és az 1. báni ezred parancsnoka Ivan Benko megkeresték a bécsi udvart egy gyógyfürdő kiépítése érdekében, egyúttal meghívták a császárt topuszkai látogatásra. I. Ferenc császár miután jóváhagyta a bécsi haditanács döntését feleségével 1818. június 24-én kereste fel a települést. Ezután a látogatás után, melynek gyorsan híre ment a gyógyfürdőben egymást érték a neves és gazdag vendégek, tábornokok, püspökök, grófok, bárók és mágnások egész Európából, de még a tengeren túlról is.
A katonai igazgatás idejében a település és a gyógyfürdő nagy fejlődésen ment át. A vendégek elszállásolására új épületeket emeltek, vendégház, étterem és több fürdőmedence épült. Ebben az időszakban rendezték a parkokat és sétányokat, külön ki kell emelni az Opatovina parkot a Szűz Mária templom kapuzatával. Kiépítették a topuszkai Mollivarvevo-forrást, a hrvatsko seloi Benkovo-forrást és a velika vranovinai Jelačić-forrást. A katonai közigazgatás megszűnésével (1881.) a földterületek földbirtokosok tulajdonába mentek át. Kiépítették a Károlyváros-Sziszek vasútvonalat, mely szintén nagy jelentőségű volt a település életében. 1905 és 1908 között Topuszka vízvezetéket kapott. 1910 és 1912 között kiépült az elektromos hálózat és megindult a közvilágítás. Trianon előtt Topuszka Zágráb vármegye Topuszkai járásának székhelye volt. 1918-ban a Szerb-Horvát-Szlovén Királyság, majd 1929-ben Jugoszlávia része lett. 1931-ben új, 220 fős épületkomplexum építése kezdődött meg, mely 1933-ban lett készen. Az alapkövet maga Sándor király tette le. A második világháború idején 1943-ban itt volt a Horvát Nemzeti Antifasiszta Felszabadító Mozgalom Tanácsának (ZAVNOH) központja, katonai parancsnoksága (GPNOV) és a Horvát Partizánosztag (POH) székhelye, valamint az amerikai, angol, szovjet szövetséges katonai missziók és más szervezetek állomáshelye. Szerb források szerint július 4-én a horvát katonai és rendőri erők áttörtek Gvozd területén és behatoltak a település területére. A délszláv háború idején Topuszka nagy pusztítást szenvedett. Hosszas tüzérségi előkészítés után  1991. szeptember 14-én a szerb erők elfoglalták a települést, mely a többi megszállt horvát település sorsára jutott. A horvát lakosságot elűzték, a katolikus egyházi épületeket felgyújtották, a környező falvakat lerombolták. Megsemmisült a város több ismert épülete, így a gyógyfürdő létesítményei is. A horvát hadsereg a Vihar hadművelet keretében 1995. augusztus 7-én szabadította fel települést. A háború után rögtön elkezdődött az újjáépítés, az élet úgy-ahogy normalizálódott. Újjáépítették a gyógyfürdőt, a távközlési hálózatot, a téglagyárat, új egészségház épült. Renoválták a községházát, a könyvtárat, a mozit, az óvodát, az alap és a középiskola épületét. A településnek 2011-ben 945, a községnek összesen 2985 lakosa volt.

## Lakosság
1910-ben 280 lakosa közül 171 (61,1%) horvát, 88 (31,4%) szerb, 5 (1,8%) német és 2 (0,7%) magyar volt. 1991-ben a település 1587 lakosa közül 1014 (63,9%) szerb, 415 (26,1%) horvátnak vallotta magát. A 2011-es népszámlálás szerint a településnek 945 lakosa volt. A községben ugyanekkor 2985-en éltek, 1865 (62,5%) horvát, 893 (29,9%) szerb és 139 (4,7%) bosnyák nemzetiségű.
| Lakosság változása | Lakosság változása | Lakosság változása | Lakosság változása | Lakosság változása | Lakosság változása | Lakosság változása | Lakosság változása | Lakosság változása | Lakosság változása | Lakosság változása | Lakosság változása | Lakosság változása | Lakosság változása | Lakosság változása | Lakosság változása |
| ------------------ | ------------------ | ------------------ | ------------------ | ------------------ | ------------------ | ------------------ | ------------------ | ------------------ | ------------------ | ------------------ | ------------------ | ------------------ | ------------------ | ------------------ | ------------------ |
| 1857               | 1869               | 1880               | 1890               | 1900               | 1910               | 1921               | 1931               | 1948               | 1953               | 1961               | 1971               | 1981               | 1991               | 2001               | 2011               |
| 84                 | 0                  | 0                  | 133                | 153                | 280                | 449                | 408                | 580                | 662                | 793                | 1.057              | 1.432              | 1.587              | 798                | 945                |

 (1869-ben és 1880-ban lakosságát Ponikvarihoz számították.) 

## Nevezetességei
- A II. András király által alapított topuszkai Szűz Mária cisztercita apátság maradványai[4] a 23 méter magas gótikus kapuzattal. A kolostor temploma 50 méteres hosszúságával és 24 méteres szélességével korának egyik legnagyobb ilyen építménye volt. Az apátságról környékét ma is Opatovinának nevezik. A szerzeteseknek a török veszély elől menekülni kellett és javaikat 1558-ban a zágrábi püspökség kapta meg. A monumentális épületegyüttesből mára mindössze a Szűz Mária templom impozáns homlokzati fala maradt meg az egykori kapuzat nyílásával. A romokat és az azokat körülvevő Opatovina parkot a 19. században rendezték.
- A Sarlós Boldogasszony plébániatemplom 1829-ben épült klasszicista stílusban. A délszláv háború idején a megszálló szerb erők felrobbantották. A háború után teljesen újjáépítették.
- Keresztelő Szent János pravoszláv parochiális templom 1971 és 1974 között épült. A korábbi, 1826-ban épített templomot 1941-ben lerombolták. A parókiához Mala Vanovina, Vorkapić selo, Katinovac, Staro selo, Ponikvari és Gređani.települések tartoznak.
- A Szent Miklós templom 1830 és 1835 között épült. 1991 szeptemberében a szerbek lerombolták. 1997 és 2000 között újjáépítették.
- A Topuszkai gyógyfürdő a 19. században létesült. A nép már korábban is használta az itteni melegvizet és iszapot gyógyításra, és fürdés céljára rögtönzött faépületeket létesített. A gyógyvízforrást 1818 után fedték be, kisebb zárt medencét és néhány szobás vendégházat építettek. A fürdő további fejlesztése Jelačić bán látogatása után indult meg. Ekkor épült a fürdő modern épületet a nagymedencével, valamint 18 db kádas kabinnal. A délszláv háború során a szerbek lerombolták épületeit, mindössze a fürdő és a hűtőtorony maradt meg. A háború után mindent újjá kellett építeni.
- Topuszka középkori várának maradványai a Nikolino-hegyen. A 184 méter magas hegy a település központjában emelkedik. A hegy az 1334-ben említett középkori Szent Miklós templomról kapta a nevét. A hegy másik oldalán ma is jól láthatók a II. András király által építtetett vár maradványai, melyet valószínűleg a török pusztított el amikor 1556-ban először elfoglalta a települést. A hegyről, mely 50 méterrel emelkedik a város szintje fölé jól láthatók a fürdőt tápláló gyógyvizű források.
- A báni palota egyemeletes épülete a fürdő közelében áll. Építője a neves zágrábi építész  Bartol Felbinger volt. Az épület egyik része az ezredparancsnok szállásául szolgált. Itt szállt meg Jelačić bán is 1853-ban amikor feleségével Sofijával ide látogatott. Sofija bánné ezt követően még többször visszalátogatott ide. Egykori szobáját múzeumnak rendezték be, ahol látható az eredeti kerevet, az íróasztal a tintatartóval és a falióra. Ezüst étkészlete a 20. század elején került ide Zágrábból. Az épületet a II. világháború idején lerombolták.
- A Horvát Nemzeti Antifasiszta Felszabadító Mozgalom Tanácsa (ZAVNOH) egykori székházának épülete.[5] Az épület a 19. században még Jelačić bán idejében a fürdő bejáratával átellenben épült a fürdő vendéglátó egysége céljára. 1944. május 4 és 9. között itt ülésezett a mozgalom tanácsa, mely egyben a népi demokratikus horvát országgyűlés első ülése volt. Az épületet 1991-ben lerombolták.
- A Mirna villa épületét Janko Drašković építtette nyaralóként 1830-ban. 1842-ben Jelačić bán vásárolta meg, majd a katonai határőrvidék tulajdonába került. Ez követően a gyógyfürdő orvosainak lakása volt benne. Többször is átépítették, 1910-ben pedig bővítették és csak a szuterén udvari része maradt meg az eredeti formájában. Az épületet Dionis Sunko zágrábi építész tervei szerint rekonstruálták, ezt követően a település egyik legszebb épülete lett. Az épületet 1991-ben teljesen lerombolták.
- Az Angolparkot 1925 és 1960 között Franjo Bilek a gyógyfürdő kertésze fokozatosan alakította ki. Eredetileg gróf Antun Mollinari és a katonai határőrvidék utolsó parancsnoka báró Franjo Filipović zálogbirtoka volt. Számos egzotikus növény, fa és bokor, virágágyás mellett zenepavilon is díszíti. Itt található a település egyik nevezetes római kori emléke a Silvanus-szentély.
- Római fürdő maradványai az iskolai parkban.
- Középkori erődítmény maradványai a Babić-dombon
- A környék természeti látványosságai a Glina-folyó festői völgye Topuszka és Katinovac között. A Nkolino-hegy, a Kalanjsko-hegy és a Babić-domb, valamint a Petrova gora nyugati lejtői.

## Oktatás
- A település alapiskolája Vladimir Nazor nevét viseli.
- A helyi középiskolát 1961-ben gimnáziumként hozták létre. 1969-től középiskola oktatási központként működik, ahol az általános képzés mellett számos szakmára oktatják a tanulókat.

## Sport
- Az NK Topusko labdarúgóklubot 1997-ben alapították. A megyei első osztályban szerepel.
- Štuka horgászegyesület

## Egyesületek
- Topuskoi Önkéntes Tűzoltóegylet
- Izvor Topusko nőegylet
- HAKUD Topusko kulturális egyesület
- Dvorska lepeza egyesület